# Diritto di coniazione
Dal Medioevo alla prima età moderna (e anche in seguito), avere i diritti di coniazione corrispondeva al "potere di coniare monete e di controllare la valuta all'interno del proprio territorio."

## Storia
Nel Medioevo a volte c'erano un gran numero di zecche, e monete simili potevano avere denominazioni diverse a seconda di chi le coniava, ma esistevano comunque alcune norme sulla coniazione.
Nel Sacro Romano Impero, il diritto di coniare monete, noto in tedesco come Münzrecht, era concesso dall'imperatore a singoli feudatari e a città. Nella Francia di Carlo Magno, l'impero inizialmente coniò monete proprie ma, a partire dal X secolo, sempre più feudi e istituzioni ottennero il diritto di coniare monete. Ad esempio, l'imperatore Ottone I concesse il diritto di conio all'arcivescovado di Colonia.  Nel XVI secolo, l'Impero smise di coniare monete e si limitò a specificare norme di conio.
Allo stesso modo, nei regni europei, il re poteva concedere il diritto di coniare monete ad alcuni dei propri feudatari.
Singoli monasteri di importanza sovraregionale ottennero il diritto di coniare monete dal Papa, come l'Abbazia di Cluny nel 1058.
Un evento speciale nella storia della moneta sassone fu l'istituzione da parte dell'elettore Federico II (1412-1464) di una zecca separata a Colditz per sua moglie Margherita d'Austria, assieme alla concessione a quest'ultima dei diritti di conio. Come compenso per diritti che le erano stati promessi come arciduchessa d'Austria, le fu concesso il signoraggio, cioè una certa quota dei profitti della zecca di Colditz.
Le incombenti difficoltà future (vedi Schwertgroschen) potrebbero aver spinto l'elettore a chiedere all'imperatore Federico III di garantire a sua moglie il diritto di coniare monete a Colditz a nome dei suoi due figli fino alla fine della loro vita